# Болтутинское сельское поселение
Болтутинское сельское поселение — муниципальное образование в составе Глинковского района Смоленской области России.
Административный центр — деревня Болтутино.
Главой поселения и Главой администрации является Антипова Ольга Павловна.

## Географические данные
- Расположение: южная часть Глинковского района
- Граничит:
  - на северо-западе — с Белохолмским сельским поселением
  - на севере — с  Глинковским сельским поселением
  - на востоке — с Бердниковским сельским поселением
  - на юго-западе — с Починковским районом
  - на юго-востоке — с Ельнинским районом
- По территории поселения проходит автодорога Р96 Новоалександровский(А101)- Спас-Деменск — Ельня — Починок .
- Крупные реки: Волость, Хмара.

## История
Образовано законом от 2 декабря 2004 года.  
Законом Смоленской области от 20 декабря 2018 года, к 1 января 2019 года в Болтутинское сельское поселение были включены все населённые пункты упразднённого Бердниковского сельского поселения.

## Население
| 2011 | 2012 | 2013 | 2014 | 2015 | 2016 | 2017 |
| ---- | ---- | ---- | ---- | ---- | ---- | ---- |
| 694  | ↘680 | ↘662 | ↘643 | ↘633 | ↘630 | ↘616 |
| 2018 | 2019 | 2020 | 2021 |      |      |      |
| ↘607 | ↘595 | ↗827 | ↗918 |      |      |      |

## Населённые пункты
На территории поселения находятся 26 населённых пунктов:
| №  | Населённый пункт | Тип     | Население |
| -- | ---------------- | ------- | --------- |
| 1  | Беззаботы        | деревня | 81        |
| 2  | Бердники         | деревня | 33        |
| 3  | Берёзкино        | деревня | 131       |
| 4  | Болтутино        | деревня | 408       |
| 5  | Большая Нежода   | деревня | 0         |
| 6  | Большое Тишово   | деревня | 0         |
| 7  | Денисово         | деревня | 7         |
| 8  | Ивонино          | деревня | 52        |
| 9  | Каменка          | деревня | 8         |
| 10 | Каськово         | деревня | 1         |
| 11 | Корыстино        | деревня | 24        |
| 12 | Кукуево          | деревня | 10        |
| 13 | Нежода           | разъезд | 0         |
| 14 | Новое Тишово     | деревня | 0         |
| 15 | Ново-Ханино      | деревня | 52        |
| 16 | Озеренск         | деревня | 10        |
| 17 | Полухотеево      | деревня | 7         |
| 18 | Рогулино         | деревня | 0         |
| 19 | Розовка          | деревня | 51        |
| 20 | Рукино           | деревня | 23        |
| 21 | Сивцево          | деревня | 21        |
| 22 | Соловенька       | деревня | 0         |
| 23 | Старая Буда      | деревня | 11        |
| 24 | Старо-Ханино     | деревня | 107       |
| 25 | Хотеево          | деревня | 1         |
| 26 | Ясенок           | деревня | 11        |